# Chantal van Heeswijk
Chantal van Heeswijk (Breda, 31 december 1974) is een Nederlands ontwerpster en beeldend kunstenares opgeleid aan de Design Academy Eindhoven en het Europees Keramisch Werkcentrum. 
Van Heeswijk begon in 1991 na de Mavo haar studie aan het Stedelijk Instituut voor Sierkunsten en Ambachten (SISA) in Antwerpen, richting Plastische Kunsten en Fotografie. Een jaar later studeerde ze verder aan de Nimeto vakschool in Utrecht, richting Reclame en Presentatie Technieken. Na afronding deed ze nog vier jaar de Design Academy Eindhoven.
Na haar afstuderen in Eindhoven in 2000 vestigde ze zich in Rotterdam, waar ze werkt vanuit het ateliercomplex Ackersdijkstraat 20 met ander kunstenaars als o.a. Jolanda Linssen, Geert Mul, Mirjam Somers, Karin Rianne Westendorp en Ben Zegers.
In 2013 was een boek van haar genomineerd voor de Beste Rotterdamse Boek. Haar werk is opgenomen in o.a. de collectie van Museum Boijmans Van Beuningen.

## Exposities, een selectie
- 2004. LINK-intermezzo, Galerie Intermezzo, Voorstraat 178, Dordrecht.[5]
- 2012. Festival Oerol. Diverse locaties op Terschelling.[6]

## Publicaties, een selectie
- Heeswijk, Chantal van. Ik wilde niets zeggen maar mijn mond praatte zich voorbij, Komma, 2012